# 卒業 (2003年の映画)
『卒業』（そつぎょう）は、2003年公開の日本映画。監督は長澤雅彦。不器用で時間がかかりながらも一歩前に歩き出そうとする、男女二人の切ない愛の物語。主演は内山理名と堤真一。内山理名にとっては初の主演作品となった。

## あらすじ
卒業を数ヵ月後に控えたある雨の日に短大生の麻美は、心理学講師真山に傘を差し出した。数日後、真山は麻美と一緒に入ったカフェで、返そうとした傘を盗られそうになり、争いを起こす。そのとき真山が落とした物を見て麻美は、彼がいまだに別れた麻美の母への想い、まだ見ぬ娘への自責の念に縛られている事に気付く。美術館、公園、水族館、母の思い出の場所で、麻美は娘である事を隠して、今までの分を取り返すかのように真山との時を過ごす。一方真山の恋人、泉は彼の心に自分の場所がない事を感じ、去る事を決意する。過去にとらわれ、前に進めない真山の姿を見て、麻美は真山の心を開放しようとするのだった……。

## キャスト
- 杉田麻美：内山理名
- 真山悟：堤真一
- 宮本泉：夏川結衣
- 雨宮裕司（バーのマスター）：石井正則
- 北見菜々子：望月理恵
- 樋口達男：谷啓

## スタッフ
- 監督：長澤雅彦
- エクゼクティブプロデューサー：川城和実、古川一博、尾越浩文、加藤悦弘
- プロデューサー：青木真樹、河野聡、豊山有紀、瀧山麻土香
- 脚本：三澤慶子、長澤雅彦、長谷川康夫
- 音楽：REMEDIOS
- 主題歌：鈴木博『THE WAY WE WERE』
- 撮影：藤澤順一（J.S.C.）
- 編集：奥原好幸

## 関連作品
- 「永遠。」村山由佳著　講談社 (ISBN 4-06-211762-2)、講談社文庫 (ISBN 4-06-275542-4) - 本映画のサイドストーリー
- コミック版 - 作画：くりた陸、2003年3月 講談社